# Josef Adámek (aktivista)
Josef Adámek (1914 Višňové u Znojma – 2002 Brno) byl brněnský aktivista působící za komunistického režimu v řadách moravského katolického disentu.

## Životopis
Josef Adámek se narodil ve Višňové. Po přestěhování do Brna se angažoval ve spolku Orel. Patřil mezi organizátory sletů. Během druhé světové války pracoval v adamovských Škodových závodech. Pomáhal zde množit protiněmecké letáky. V roce 1944 se oženil a se svou ženou Marií měli dvanáct dětí.
Na konci roku roku 1946 spoluzakládal „Spolek přátel USA“, který se snažil být opakem organizací zaměřených na Sovětský svaz. Za činnost v tomto spolku byl zatčen a odsouzen k pokutě.
Patřil mezi propagátory Zdislavy z Lemberka. Organizoval zájezdy do Jablonného v Podještědí nebo do jejího rodného Křižanova. Pořádal další akce ke zvýšení povědomí o této české šlechtičně.
V roce 1969 společně s Václavem Písaříkem a za podpory Štěpána Trochty založili tiskařské družstvo Logos, které zaměstnávalo přibližně dvacet žen. Ty jednotlivé listy tiskovin slepovaly a vlepovaly do obalů. Družstvo tisklo „neoficiální“ katolickou literaturu. Například jako první po Druhém vatikánském koncilu vytisklo Český Misál pro všechny české a moravské farnosti. K dalším zajímavým tiskům patřily například publikace o papeži Janu Pavlu II. nebo encyklika Humanae Vitae. Normalizační režim činnost družstva Logos ukončil v roce 1971.
V bytě Adámkových na náměstí Míru se pořádaly mimo jiné přednášky Stanislava Krátkého nebo tajně sloužené mše. Skupina Josefa Adámka spolupracovala s olomouckou skupinou sdružující se okolo Jana Krumpholce.

### Olomoucký proces
Na podzim v roce 1979 zahájila Státní bezpečnost akci „Lekce“ proti katolické samizdatové literatuře a zakázané náboženské činnosti. Proběhla řada domovních prohlídek u kněží i katolických laiků především na Moravě. Na základě policejního vyšetřování byli obviněni Josef Adámek, Jan Krumpholc, salesián Rudolf Smahel, František Lízna a Josef Vlček pro trestný čin nedovoleného podnikání. Byli zatčeni a strávil čtyři měsíce ve vyšetřovací vazbě.
Na vydávání náboženské literatury měla v té době monopol Česká katolická charita. Proto byla vyšetřovacími orgány, na základě znaleckého posudku, zadržená literatura prohlášena za nelegální. Obvinění byli odsouzeni také za „ztěžování nebo maření státního dozoru nad římskokatolickou církví“.
Dne 29. září 1981 byl Josef Adámek odsouzen k dvaceti měsícům vězení nepodmíněně. Po odvolání k ostravskému Krajskému soudu mu byl trest snížen na čtrnáct měsíců. Trest nastoupil ve svých 68 letech.

### Pozdní léta života
V roce 1985 se angažoval při rozesílání „adopčních modliteb k ochraně nenarozeného života“. Posléze byla založena stejnojmenná organizace. V roce 1988 pomáhal disidentovi Augustinu Navrátilovi s peticí Podněty katolíků k řešení situace věřících občanů. Podepsalo ji kolem šesti set tisíc občanů. Jeho manželka byla velkou oporou a podílela se na mnoha aktivitách. Odsouzení z „Olomouckého procesu“ byli u Nejvyššího soudu v Praze 24. srpna 1992 rehabilitováni. Prezident Václav Havel mu 28. října 1999 udělil Medaili Za zásluhy I. stupně.
Na základě vzpomínek synů přijal „změnu režimu s velkým zadostiučiněním". Chtěl obnovit činnost tiskárny Logos a hledal nové společníky a finance. Své plány již neuskutečnil. Zemřel 23. dubna 2002 v nedožitých 88 letech.